# European Open 2024
European Open 2024 — тенісний турнір, що проходив на кортах з твердим покриттям у місті Антверпен, Бельгія з  14 до 20 жовтня. Належав до категорії ATP 250.

## Фінальна частина

### Одиночний розряд
Роберто Баутіста Аґут —  Їржі Легечка 7–5, 6–1

### Парний розряд
Александер Ерлер /  Лукас Мідлер —  Роберт Ґалловей /  Олександр Недовєсов 6–4, 1–6, [10–8]